# Deutscher Pfadfinderbund (1945)

DPB-Bundeslilie

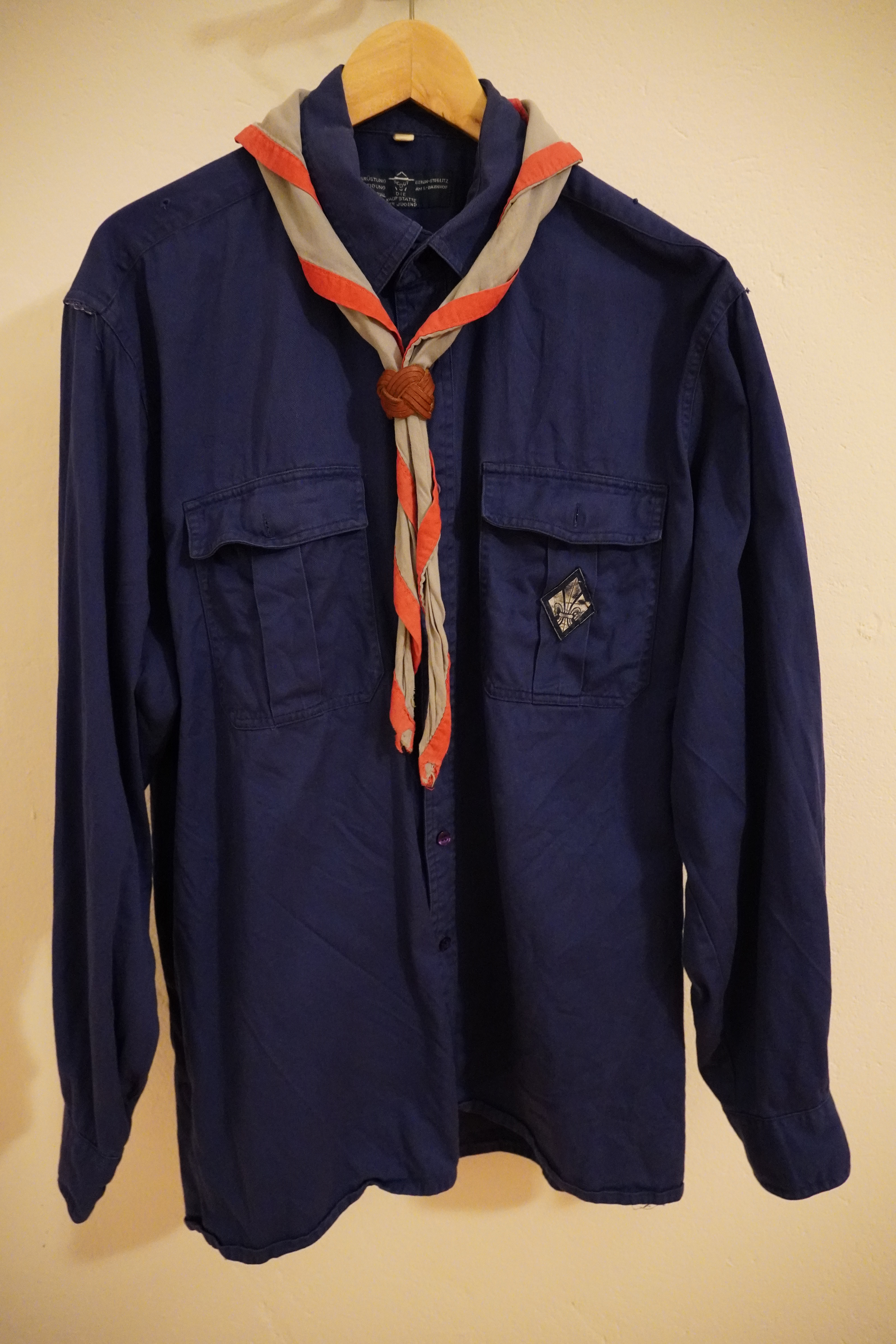
Fahrtenhemd mit grau-rotem Halstuch und mit der Lilie auf der Brusttasche

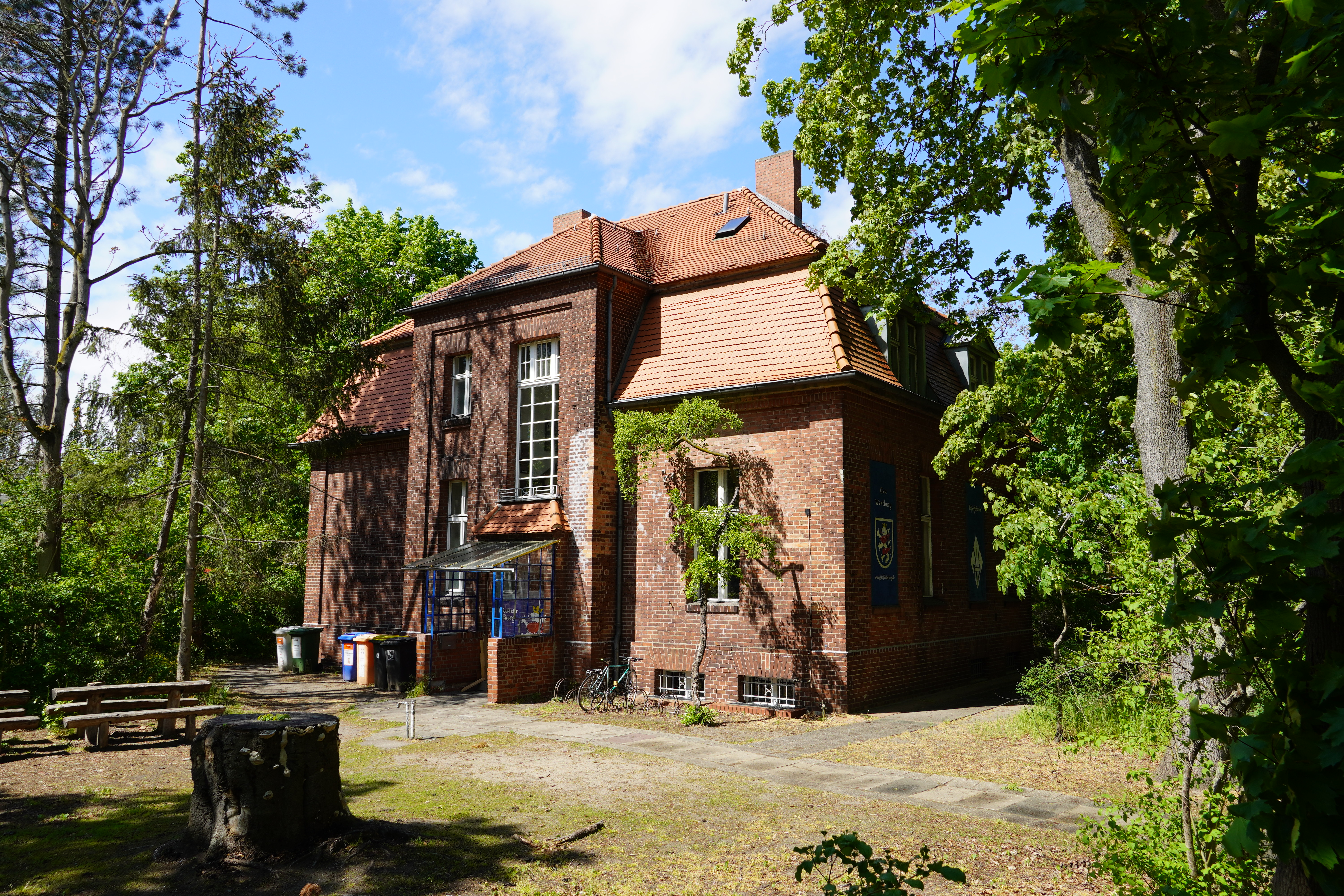
Die 'Pfadfinderburg' in Berlin-Tegel ist eine von vielen Unterkünften des DPB.

Der Deutsche Pfadfinderbund (DPB) ist ein bündischer, unabhängiger, interkonfessioneller Pfadfinderbund und ist Mitglied im Ring junger Bünde. Er wurde 1945 durch Walther Jansen und Ebbo Plewe gegründet und besteht aus einem Jungenbund, einem Mädchenbund, dem Orden St. Georg über der Jungenschaft und dem Orden St. Christophorus als gleichberechtigten Bundesteilen und ist rein ehrenamtlich organisiert.

## Eigene Wesenserklärung
Der Deutsche Pfadfinderbund ist
- ein Pfadfinderbund, der das Pfadfindergesetz zur Grundlage seines Handelns macht, der im Geiste und in den Formen der weltweiten Bruderschaft lebt und seinen Weg in ein freies, weltoffenes Menschentum sucht;
- ein autonomer Bund, wurzelnd in den Menschenrechten und in der Grundordnung unseres Landes, von niemandem abhängig und keinem verpflichtet als seinem Gewissen und Gesetz;
- bündische Jugend, die aus innerer Bindung Gemeinschaft bildet und die ihr Leben aus eigener Bestimmung, vor eigener Verantwortung und mit innerer Wahrhaftigkeit führt.

Der DPB ist Gründungsmitglied des Ringes junger Bünde mit einem klaren Bekenntnis zu bündischem Pfadfindertum. Frei von konfessioneller und politischer Bindung, will er junge Menschen zur Selbstentwicklung ihrer Anlagen Wege weisen, die sie zu weltoffenen, selbstständig denkenden Menschen und Staatsbürgern werden lässt. Außerdem ist er ein Lebensbund, ältere Mitglieder, die nicht mehr aktiv in Jüngerengruppen beteiligt sind, können in den Orden als Älterengemeinschaften aufgehen.

## Geschichte
Der Deutsche Pfadfinderbund wurde kurz nach dem Zweiten Weltkrieg von Walther Jansen (genannt Michael) in Berlin gegründet. Zwar gab es schon vor dem Krieg einen Deutschen Pfadfinderbund. Dieser hat jedoch mit dem heutigen DPB kaum mehr als den Namen gemeinsam. Der heutige DPB steht mehr in der Tradition der Reichsschaft Deutscher Pfadfinder, der viele der ersten Führer des Bundes angehörten.
Der Bund dehnte sich bald nach seiner Gründung nach Westdeutschland aus. Heute hat er etwa 2500 Mitglieder und Gruppen in vielen Teilen Deutschlands. Regionale Schwerpunkte sind Berlin und Nordrhein-Westfalen.

## Aufbau des Bundes
Die Kleingruppen des DPB sind nach Geschlechtern getrennt. Diese Kleingruppen heißen bei den Jungen Horten und bei den Mädchen Gilden und werden meist von Jugendlichen geführt.
Zusammenschlüsse von mehreren Horten heißen Stamm oder Jungenschaft. Im Mädchenbund werden diese größeren Gruppen als Hag und Mädelschaft bezeichnet.
Jungenschaften und Mädelschaften können sich zu größeren Gruppierungen zusammenfinden, den Ringen und Gauen. Auf dieser Ebene sind auch gemischte Gruppen möglich.
Daneben gibt es im DPB noch den Männerorden St. Georg und den Frauenorden St. Christophorus als Älterengemeinschaften des Bundes. Hier finden sich Männer und Frauen in geschlechtergetrennten Gruppen zusammen, die in einer Gemeinschaft von Gleichgesinnten und im Geiste der Ideale des Bundes ihren individuellen Weg zu einem selbstbestimmten Menschen gehen.

## Alters- und Reifestufen
Da im DPB Jüngere und Ältere zu einer Gruppe gehören, sind die einzelnen Gruppen (Horte, Gilde, Trupp) nicht nach Alter oder Reife gegliedert, sondern Fahrtengemeinschaften. Neben diese rein organisatorische Gliederung tritt eine als Bundesstände bezeichnete Gliederung nach Alter und Reife. Nach sechs Monaten Probezeit kann das als Neuling bezeichnete Neumitglied durch Wahl seiner Gruppe und Ablegen des Versprechens in seinen Stamm oder Hag aufgenommen werden. Er wird mit dem Halstuch an sein Versprechen auf die Ziele des DPB verpflichtet. Nach einer weiteren Probezeit von mindestens sechs Monaten kann er in einen Bundesstand entsprechend Alter und Reife aufgenommen werden:
- Ab dem Alter von 8 Jahren in den Stand der Wölflinge
- Ab dem Alter von 11 Jahren in den Stand der Jungwölfe und Jungpfadfinderinnen
- Ab dem Alter von 15 Jahren und Erfüllen der Voraussetzungen und Wahl durch ihren Ständekreis können Jungen in den Stand der Knappen und Mädchen in den Stand der Gildenmädchen aufgenommen werden.
- Ab dem Alter von 17 Jahren können Jungen durch eigene Wahl und Einbringung in den Ständekreis in den Stand des Spähers, Mädchen in den Stand der Gildin aufgenommen werden.